# Chima Uzoka
Chima Venida Uzoka (* 12. Juni 1998) ist ein philippinischer Fußballspieler.

## Karriere
Chima Uzoka erlernte das Fußballspielen in der Jugendmannschaft der National University Bulldogs in Manila. Seinen ersten Vertrag unterschrieb er in Lipa City bei Green Archers United. Der Verein spielte in der ersten Liga des Landes, der United Football League. Im April 2017 wechselte er zum Ligakonkurrenten Ilocos United nach Vigan City. 2018 ging er nach Makati und schloss sich dem Erstligisten Global Cebu, dem heutigen Global Makati, an. Hier spielte er bis Mitte 2018. Zur Rückserie 2018 unterschrieb er einen Vertrag beim thailändischen Club Chainat Hornbill FC. Der Club aus Chainat spielte in der ersten Liga, der Thai League. Nach Vertragsende im Dezember 2018 war er bis Ende Januar 2020 vertrags- und vereinslos. Ende Januar unterschrieb er in Manila einen Vertrag beim Azkals Development Team. Mit dem Verein spielte er in der ersten Liga, der Philippines Football League.